# SN 2007jv
SN 2007jv – supernowa typu Ia-? odkryta 14 września 2007 roku w galaktyce A001536-0023. W momencie odkrycia miała maksymalną jasność 21,00m.